# Mügdonészek
A mügdonész több ókori népcsoport neve.
1. A makedóniai Mügdónia nevű vidék lakosai, trák eredetűek. Hérodotosz és Thuküdidész tesz említést róluk.
2. Trákiából Bithüniába vándorolt nép az Olümposz és a Daszkülitisz tó körül. Sztrabón említi őket.
3. Mezopotámia északi részén élt nép, a Maszusz hegységtől délre, fővárosuk Niszibisz volt. Szintén Sztrabón említi őket.